# Vasile Buhăescu
Vasile Buhăescu (n. 2 februarie 1988, Huși, Vaslui, România) este un fotbalist român liber de contract, care joacă pe post de atacant. Pe plan internațional, are prezențe la națională pentru România Sub-19 și România Sub-21.
Și-a făcut debutul în Liga I la data 29 octombrie 2005, când juca la FC Vaslui. Începând cu 2010, clubul FC Vaslui l-a împrumutat la alte echipe, cum ar fi Concordia Chiajna, CSMS Iași, Petrolul Ploiești și ASA Târgu Mureș, cu care a jucat în primele două ligi, dar a jucat și pentru clubul său, participând în Europa League. După ce FC Vaslui s-a desființat în 2014, Buhăescu și-a găsit un nou angajament la Metalul Reșița, în Liga II.

## Titluri
| Sezon | Club      | Titlu               |
| ----- | --------- | ------------------- |
| 2008  | FC Vaslui | Cupa UEFA Intertoto |

## Legături externe
- Profilul lui Vasile Buhăescu pe Soccerway
- Vasile Buhăescu pe transfermarkt.de
- Vasile Buhăescu la romaniansoccer.ro